# Хронологія класичної механіки
Хронологія класичної механіки:

## Рання механіка
- IV століття до н. е. — Арістотель винайшов систему Аристотелівської фізики, яку згодом значною мірою спростували
- IV століття до н. е. — вавилонські астрономи обчислили положення Юпітера за допомогою теореми середньої швидкості[en][1]
- 260 р. до н. е. — Архімед сформулював принцип важеля і поєднав плавучість з вагою
- 60 р. — Герон Александрійський написав свідоцтво з механіки (для засобів з підняття важких предметів) і пневматики (для машин, що працюють під тиском)
- 350 р. — Фемістій підтвердив, що статичне тертя більше, ніж кінетичне тертя (тертя ковзання)[2]
- VI століття — Іоанн Філопон, спостерігаючи за двома кулями різної ваги, сказав, що вони впадуть майже з однаковою швидкістю. Тому він протестував принцип еквівалентності
- 1021 р. — Аль-Біруні використав три ортогональні координати для опису точки в просторі
- 1000—1030 рр. — Ібн аль-Хайсан і Авіценна розробили концепції інерції та імпульсу
- 1100—1138 рр. — Ібн Баджа розробив концепцію сили реакції[3]
- 1100—1165 рр. — Хібат Аллах Абул-Баракат аль-Багдаді[en] виявив, що сила пропорційна прискоренню, а не швидкості — основний закон класичної механіки[4]
- 1121 р. — Аль-Хазіні видає «Книгу балансу мудрості», в якій він розкрив поняття сили тяжіння на відстані. Він вважав, що гравітація змінюється залежно від її відстані від центру Всесвіту, а саме Землі[5]
- 1340—1358 рр. — Жан Буридан вивів теорію імпульсу
- XIV століття — Оксфордські калькулятори[en] та французькі співробітники довели теорему середньої швидкості
- XIV століття — Ніколь Орезмський вивів закон квадрату часу для рівномірно прискорених тіл.[6] Орезмський, однак, розцінив це відкриття як суто інтелектуальну вправу, яка не стосується опису будь-яких природних явищ, а отже, не зміг розпізнати будь-який зв'язок руху з прискоренням тіл[7]
- 1500—1528 рр. — Аль-Бірханді розробив теорію "обертальної інерції " для пояснення обертання Землі[8]
- XVI століття — Франческо Беато і Лука Гіні експериментально заперечили аристотелівський погляд на вільне падіння[9].
- XVI століття — Домінго де Сото[en] припускає, що тіла, які потрапляють через однорідне середовище, рівномірно прискорюються.[10][11] Однак Сото не передбачив багатьох категорій та вдосконалень, що містяться в теорії падіння тіл Галілея. Наприклад, він не визнав, як це робив Галілей, що тіло падає з однаковим рівномірним прискоренням лише у вакуумі, а в іншому випадку воно досягне рівномірної кінцевої швидкості
- 1581 р. — Галілео Галілей виявив можливість вимірювати час за допомогою маятника
- 1589 р. — Галілео Галілей використав кулі, які котяться по похилих площинах і показав, що тіла різної ваги падають з однаковим прискоренням
- 1638 р. — Галілео Галілей публікує « Діалоги, що стосуються двох нових наук» (які були матеріалознавством та кінематикою), де він розкрив, серед іншого, Галілейську трансформацію
- 1645 р. — Ісмаел Буйо стверджував, що «сила тяжіння» слабшає у міру зворотного квадрата відстані[12]
- 1651 р. — Джованні Баттіста Річчолі та Франческо Марія Грімальді відкрили ефект Коріоліса
- 1658 р. — Християн Гюйгенс експериментально відкрив, що кульки, розміщені де-небудь всередині перевернутої циклоїди, досягають найнижчої точки циклоїди за той самий час і тим самим експериментально показав, що циклоїда є таутохронною кривою
- 1668 р. — Джон Валліс запропонував закон збереження імпульсу
- 1676—1689 рр. — Готфрід Ляйбніц розробив концепцію жива сила, обмежену теорією збереження енергії

## Формування класичної механіки (іноді її називають механікою Ньютона)
- 1687 р. — Ісаак Ньютон публікує свої [[Математичні начала натуральної філософії|Математичні начала натуральної філософії (англ. Philosophiae Naturalis Principia Mathematica)]], в яких формулює закони руху Ньютона та закон всесвітнього тяжіння Ньютона
- 1690 р. — Якоб Бернуллі показує, що циклоїда є вирішенням проблеми таутохрону
- 1691 р. — Йоганн Бернуллі показує, що дріт, вільно підвішений до двох точок, утворить катенарію
- 1691 р. — Джеймс Бернуллі показує, що крива катенарії має найнижчий центр ваги будь-якого ланцюга, висячого з двох нерухомих точок
- 1696 р. — Йоганн Бернуллі показує, що циклоїд — це рішення проблеми брахістохрону
- 1707 р. — Готфрід Ляйбніц, ймовірно, розвиває принцип найменших дій
- 1710 р. — Якоб Герман показує, що вектор Лапласа — Рунге — Ленца зберігається для спеціального випадку центральної сили, яка залежить обернено пропорційно від квадрату відстані[13]
- 1714 р. — Брук Тейлор отримав основну частоту натягнутої вібраційної струни з точки зору її натягу та маси на одиницю довжини шляхом вирішення звичайного диференціального рівняння
- 1733 р. — Даніель Бернуллі відкрив основні частоти і гармоніки висячого ланцюга, розв'язуючи звичайне диференціальне рівняння
- 1734 р. — Даніель Бернуллі розв'язав звичайне диференціальне рівняння для коливань пружного тіла, затиснутого на одному кінці
- 1739 р. — Леонгард Ейлер вирішив звичайне диференціальне рівняння для вимушених коливань гармонічного осцилятора і помітив резонанс
- 1742 р. — Колін Маклорен відкрив свої рівномірно обертові самогравітаційні сфероїди
- 1743 р. — Жан ле Рон д'Аламберт опублікував свою найвідомішу працю "Трактат про динаміку ", в якій він вперше сформулював загальні правила складання диференціальних рівнянь руху будь-яких матеріальних систем, виводить концепцію узагальнених сил[en] та принцип д'Аламберта
- 1747 р. — д'Аламбер і Алексі Клеро опублікували перші приблизні рішення задачі з трьома тілами
- 1749 р. — Леонард Ейлер вивів рівняння для прискорення Коріоліса
- 1759 р. — Леонард Ейлер вирішує частково диференціальне рівняння для вібрацій прямокутного барабана
- 1764 р. — Леонард Ейлер вивчає частково диференціальне рівняння вібрацій кругового барабана і знаходить одне з розв'язань функції Бесселя
- 1776 р. — Джон Смітон публікує доповідь про експерименти, які пов'язані з потужністю, роботою, імпульсом і кінетичною енергією та підтримує збереження енергії
- 1788 р. — Жозеф-Луї Лагранж представляє рівняння руху Лагранжа в праці «Аналітична механіка»
- 1789 р. — Антуан Лавуазьє підтверджує закон збереження маси
- 1803 р. — Луї Пуансо розробляє ідею про збереження імпульсу кута (цей результат був відомий лише у випадку збереження швидкості ареалу[en])
- 1813 р. — Пітер Еварт опублікував роботу «Про міру рухомої сили» в якій підтримує ідею збереження енергії
- 1821 р. — Вільям Гамільтон починає аналіз характерної функції Гамільтона та рівняння Гамільтона — Якобі
- 1829 р. — Карл Фрідріх Гаусс вводить принцип Гаусса найменшого обмеження
- 1834 р. — Карл Якобі виявляє свої рівномірно обертові самогравітаційні еліпсоїди
- 1834 р. — Луї Пуансо звертає увагу на приклад теореми проміжної осі[14]
- 1835 р. — Вільям Гамільтон обґрунтовує канонічні рівняння руху Гамільтона щодо руху
- 1838 р. — Ліувіль починає роботу над теоремою Ліувілля
- 1841 р. — Юліус Роберт фон Меєр, вчений- аматор, пише доповідь про збереження енергії, але відсутність в нього академічної підготовки призводить до її відмови
- 1847 р. — Герман фон Гельмгольц обґрунтував закон збереження енергії
- Перша половина XIX століття — Коші розробляє рівняння імпульсу та свій тензор напружень
- 1851 р. — Леон Фуко показує обертання Землі величезним маятником (маятник Фуко)
- 1870 р. — Рудольф Клаузіус виводить теорію про віруси
- 1902 р. — Джеймс Джинс знаходить шкалу довжини, необхідну для зростання гравітаційних збурень у статичному майже однорідному середовищі
- 1915 р. — Еммі Нетер доводить теорему Нетера, з якої виведено закони збереження
- 1952 р. — Паркер вивів тензорну форму теореми про віруси[15]
- 1978 р. — Володимир Арнольд одержавав точну форму теореми Ліувілля — Арнольда[en][16]
- 1983 р. — Мордехай Мілгром пропонує модифіковану ньютонівську динаміку
- 1992 р. — Удвадія і Калаба створюють рівняння Удвадія — Калаба[en]